# Reederei NSB
 (novembre 2017).
La compagnie allemande NSB Niederelbe Schiffahrtsgesellschaft mbH & Co. KG plus souvent dénommée “REEDEREI NSB” ou simplement NSB (où N signifie Niederelbe, S signifiant Schiffahrtsgesellschaft et B signifiant Buxtehude) est une compagnie maritime et l'un des plus grands armateurs (Bereederungsgesellschaften) allemands.

La NSB est depuis 1986 basée dans le port de Buxtehude (près des villes portuaires et de Hambourg et de Brême).

## Histoire
La NSB a été fondée en 1982 par une petite équipe, de sept personnes, gérant quatre navires porte-conteneurs. 

 Elle a rapidement grandi, profitant de la mondialisation des transports et en particulier du transport maritime qui assure aujourd’hui[Quand ?] plus de 80 % du transport mondial de marchandise. 
La NSB n'a ainsi pas cessé de grandir. Elle a agrandi son nombre de salariés et de sous-traitants, ce qui l'a conduit en 2007 à emménager dans de nouveaux locaux situés sur le site d'une ancienne distillerie Klindworth (juste au moment de la mise en gestion de son centième navire). 
Mi-2012, la compagnie a fait l'objet d'une attention particulière des médias et de diverses autorités maritimes et de sécurité maritime en raison d'un incendie qui s'est déclaré à bord d'un des porte-conteneurs qu'elle avait en gestion, le MSC Flaminia. Ce dernier a été victime d'un long incendie en mer, qui a motivé l'abandon du navire par son équipage, en plein Atlantique, avant sauvetage et prise en remorque vers la Manche et l'Allemagne. L'incendie aurait détruit près de 50 % des marchandises (brûlées ou dégradées), dont des conteneurs contenant plusieurs dizaines de tonnes de polychlorobiphényles qui semblent avoir brûlé et donc probablement libéré de substantielles quantité de dioxines.

## Flotte, capital humain et technique
La NSB exploite (gestion technique et commerciale ou « Bereederung ») une flotte moderne de plus de 100 navires, soit une capacité de charge d'environ 5,4 millions de tonnes, et l’équivalent de plus de 420.000 conteneurs EVP (« Équivalent vingt pieds » ou « high cube »).
Cette flotte se répartit en environ 100 navires (porte-conteneurs, navires-citernes, et transporteurs de produits pétroliers et gaziers. Elle devrait en outre se doter à partir de mi-2012 de navires d'installations offshores qui devraient être principalement financés par un fonds dédié (« Schiffsfonds ») associant Conti, GEBAB, HCI Capital… L’entreprise appartenant pour 45 % au groupe « Conti Reederei Management GmbH & Co. Konzeptions-KG » dite Conti Reederei, qui est une société d’investissements financiers  basée à Munich, spécialisée dans le transport maritime et l’un des leaders mondiaux du domaine des porte-conteneurs, vraquiers et pétroliers.
Un grand nombre de navires sont affrétés à long terme par la compagnie, incluant quelques-uns des plus grands navires transporteurs du monde, dont par exemple le plus grand porte-conteneur allemand, le CMA CGM Vela, ainsi que le CMA CGM Hugo  (mis en service en 2004 avec 8.221 EVP du navire plus grand réservoir dans le monde), exploités avec la compagnie  CMA CGM, l’Ever Charming (Evergreen Marine Corporation), le Baltimore Hanjin (Hanjin Shipping), le MOL Wish   (Mitsui OSK Lines), le MSC Lausanne (Mediterranean Shipping Company), le Galaxy NYK (NYK Line) et le YM Tianjin (Yang Ming).
La flotte  gérée par la NSB a temporairement inclus le célèbre Cap Anamur.
En outre, la compagnie dispose de deux navires-plateforme de forage
50 % environ de la flotte gérée par NSB navigue en battant pavillon allemand, avec selon l'entreprise « la sécurité et la qualité « made in Germany » sur les « autoroutes modernes » de transport de conteneurs ».

## Moyens de formation continue et interne
La compagnie dispose de sa propre école (NSB Academy) et d’un centre de formation propre, incluant des simulateurs. 

## Transports de passagers
Cette compagnie maritime est l'un des plus grands fournisseurs de voyages passagers en cargo (5000 par an environ) ; sauf sur certains trajets à la suite des réticences des assureurs en raison des risques liées au renouveau de la piraterie).